# Madeleine pénitente (Donatello)
Pour les articles homonymes, voir Madeleine pénitente.
Marie-Madeleine  ou Madeleine pénitente est une œuvre sculpturale en bois polychrome (ou en bois doré) réalisée par l'artiste florentin Donatello vers 1453 et 1455.
En raison de son réalisme rugueux, elle suscita de nombreux commentaires ainsi que de l'admiration, quoiqu'elle fût d'apparence moins monochrome à l'origine.

## Histoire
Elle est peu documentée. Vasari la cite comme une œuvre d'anatomie parfaitement étudiée. Elle a été probablement commandée pour le baptistère florentin, en 1453, lorsque Donatello retourne dans sa ville natale, après un séjour d'une dizaine d'années à Padoue. Désormais âgé d'une soixantaine d'années, il aborde dans cette œuvre les thèmes de la vieillesse et des sentiments devant la mort imminente (ignorés par les jeunes artistes d'alors).
Amaigrie et ascétique, la statue éveille peu la sensibilité des Florentins. Cependant en 1455, une autre Marie-Madeleine, clairement inspirée de celle de Donatello, sort de l'atelier des Neri di Bicci, ainsi que plusieurs imitations plus tardives.
La destination originelle n'est pas connue. Lors de la première guerre d'Italie, il semble que Charles VIII de Valois, en 1494, offrit une importante somme d'argent pour emporter la statue alors qu'il campait avec son armée autour de la ville. En 1500, sa présence est attestée au baptistère par un paiement de l'Arte di Calimala en faveur de l'orfèvre Jacopo Sogliani pour un diadème destiné à Marie-Madeleine. Puis au cours des siècles, elle est déplacée plusieurs fois de lieu.
Gravement endommagée, notamment sa polychromie, par la crue de l'Arno en 1966, elle rejoint le  Museo dell'Opera del Duomo en 1972, après une importante restauration.

## Description
Haute de 188 cm et réputée pour sa beauté, elle est représentée usée par les jeûnes et l'abstinence (pénitences). De très longs cheveux hirsutes et poisseux l'enveloppent presque entièrement rendant son corps  quasi spectral. Sa frêle silhouette est représentée en pied, avec une légère inclinaison de la tête qui la rend troublante sous plusieurs points de vue. Le visage est décharné, les yeux sont enfoncés dans les orbites, la maigreur révèle les muscles et tendons à fleur de peau. La bouche est entrouverte et laisse entrevoir sa dentition. Les mains, pas complètement jointes, semblent exprimer l'étonnement ou un début de supplique.

Détails de l'œuvre
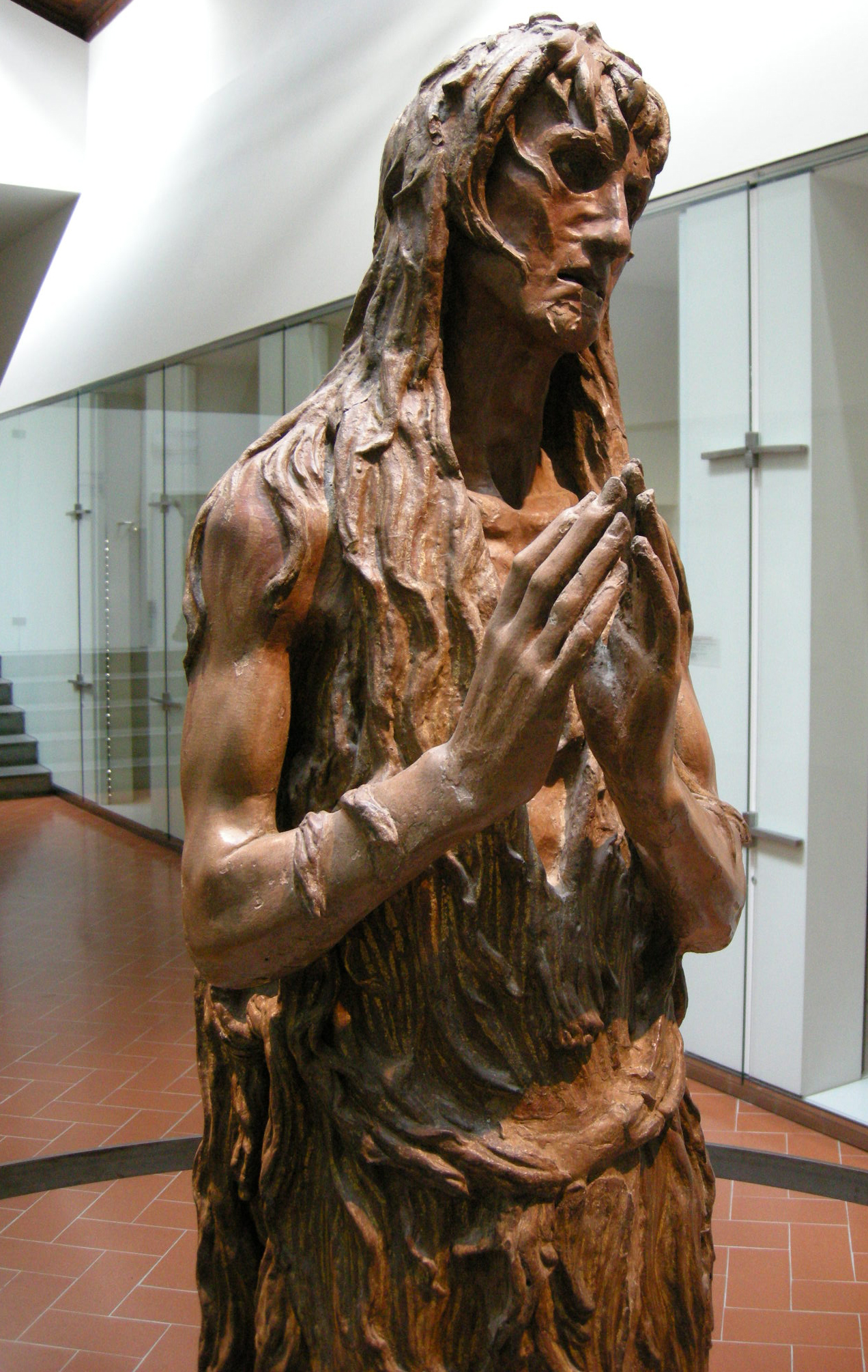
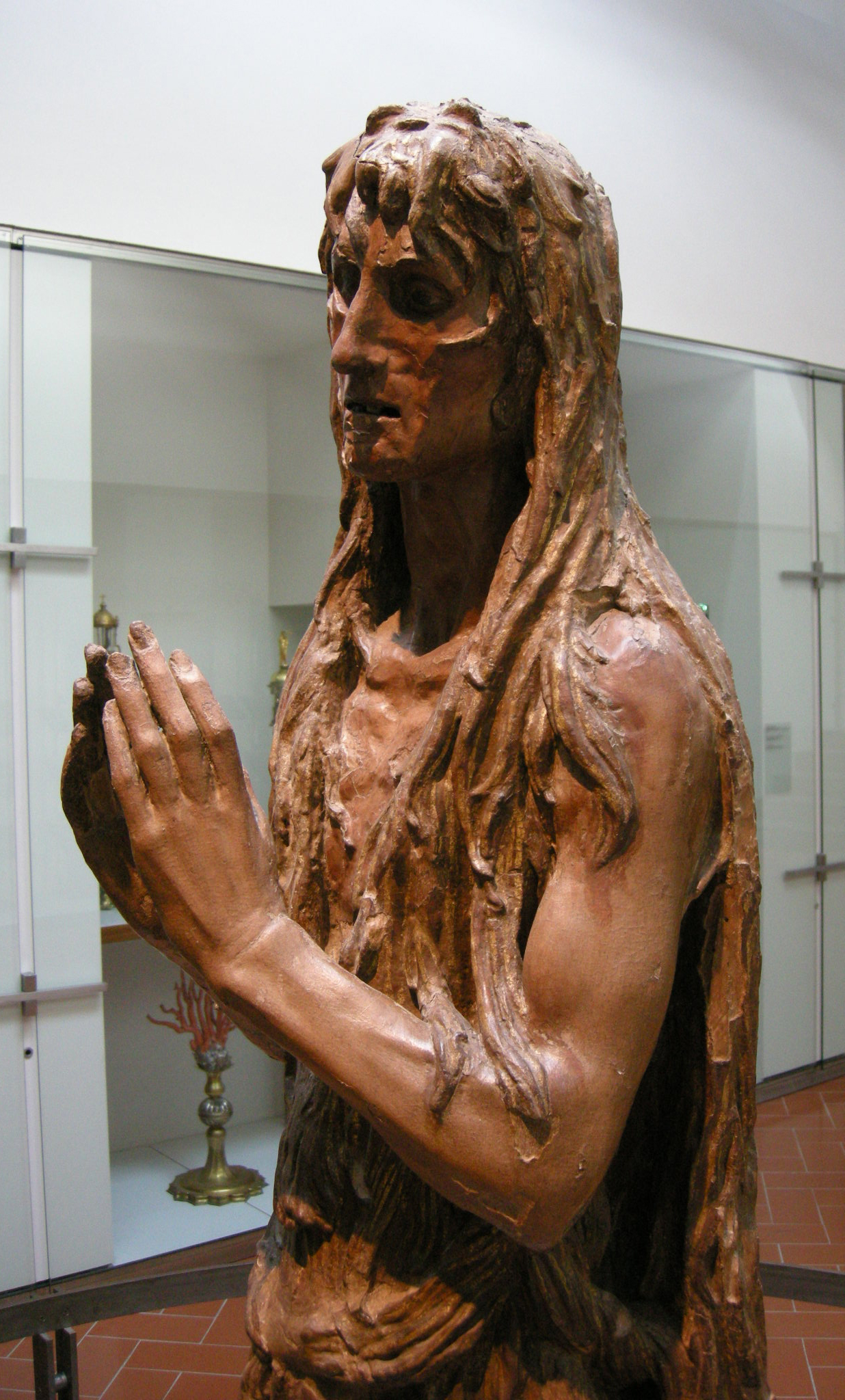

## Technique
L'œuvre est sculptée dans du bois de peuplier blanc. Rarement utilisé dans la sculpture de la Renaissance, Donatello le choisit car il traite un thème inhabituel où les contrastes et le schéma de la gravure s'adaptent bien au sujet dramatique et pathétique.
Donatello peint aussi la sculpture (les traces les plus significatives se trouvent aujourd'hui sur les épaules) et lui intègre de la filasse dans les cheveux ainsi que du plâtre dans d'autres finitions. 
Lors de sa restauration en 1972 ont été redécouverts des fils d'or dans les cheveux, qui devaient rappeler vaguement la beauté originale du sujet, défiguré par l'ascèse et la vieillesse.

## Sources
- (it) Cet article est partiellement ou en totalité issu de l’article de Wikipédia en italien intitulé « Maddalena penitente (Donatello) » (voir la liste des auteurs).